# Ravlunda kyrka
Ravlunda kyrka är en kyrkobyggnad precis söder om Brösarps backar, bara någon kilometer från Östersjön. Den tillhör Kiviks församling i Lunds stift.

## Kyrkobyggnaden
Kyrkan är byggd någon gång runt år 1200.
Under 1400-talet byggdes tornet och en tid senare tillkom en korsarm i norr.
Inne i kyrkan finns kalkmålningar från 1200-talet, med en Kristoffersbild på långhusväggen, och 1400-talet av Vittskövlemästaren.
Det finns följande inskription rörande Gustav II Adolfs fälttåg målad på väggen bredvid predikstolen:
Anno 1612 den 4 februari kome de Suenske ind i goinge herrid der brende roffuede oc odelagde vid fem eller sex oc tiufue kirjrcke sogner: den 8 februari brende Ve: denne 11. dag bleffue de tappert igien besot aff vorris Kongis folck antastede på Visse So bade yhielslagne oc drucnede nogle (og) tiuffue hundrede mend oc miste al derris Bitte: som de haffde tagit: C. M. V. 
På sin skånska resa besökte Carl von Linné Ravlunda kyrka den 29 maj 1749. Han beskriver platsen i positiva ordalag;
"RAVLUNDA kyrka låg mycket höglänt, omgiven med de härligaste fält, som sluttade på alla sidor och änteligen liksom instängdes med de skönaste skogar; alltså hade hon den härligaste situation, som man i landet finna kunde. Pastor loci Mag. Anders Thomæus, en man av mycken lärdom och politess, gav oss här all handräckning."

### Kyrktaket
Kyrkans absid, kor och långhus täcks av ett blytak. Det är ganska ovanligt att mindre kyrkor på landsbygden har tak av bly nuförtiden, men det förekommer fortfarande på "viktigare" kyrkor såsom Lunds domkyrka och Trefaldighetskyrkan i Kristianstad. Den enda kyrkan på Österlen som idag har blytak i samma utsträckning som Ravlunda kyrka är Övraby kyrka.
Det var betydligt vanligare förr. Under medeltiden var bly ett av de vanligare takmaterialen och att det förekommit ändå in på 1800-talet. Anledningen till att blytaken försvunnit var att bly under 1600- och 1700-talet var ett eftertraktat material för ammunition, något som fattiga församlingar kunde tjäna på genom att sälja blytaken och ersätta detta med tegel.
Taket har i olika omgångar byggts om och restaurerats. 1915 ville Ravlunda församling riva kyrktaket. Det ville dock inte Överintendentsämbetet i Stockholm. Istället skulle det gamla taket restaureras. En del äldre reparationer hade varit slarvigt genomförda. Det dröjde till 1923 innan taket lades. Det gjordes både med återanvända bitar från det gamla taket och med nyvalsade blyplåtar. Vid omläggningen gjordes en del konstruktionsfel som sedermera förorsakade läckage och drag.
Under 1980-talet blev taket än mer skadat. Bland annat läckte det in vatten i kyrkan vid häftigt regn. Detta resulterade i att man mellan april och oktober 1990 restaurerade taket. Taket hade tagit så stor skada att man bestämde sig för att smälta ner det gamla taket och lägga helt nya blyplattor. Vid omläggningen användes gamla medeltida metoder, de nya plattorna göts på kyrkogården precis utanför kyrkan.

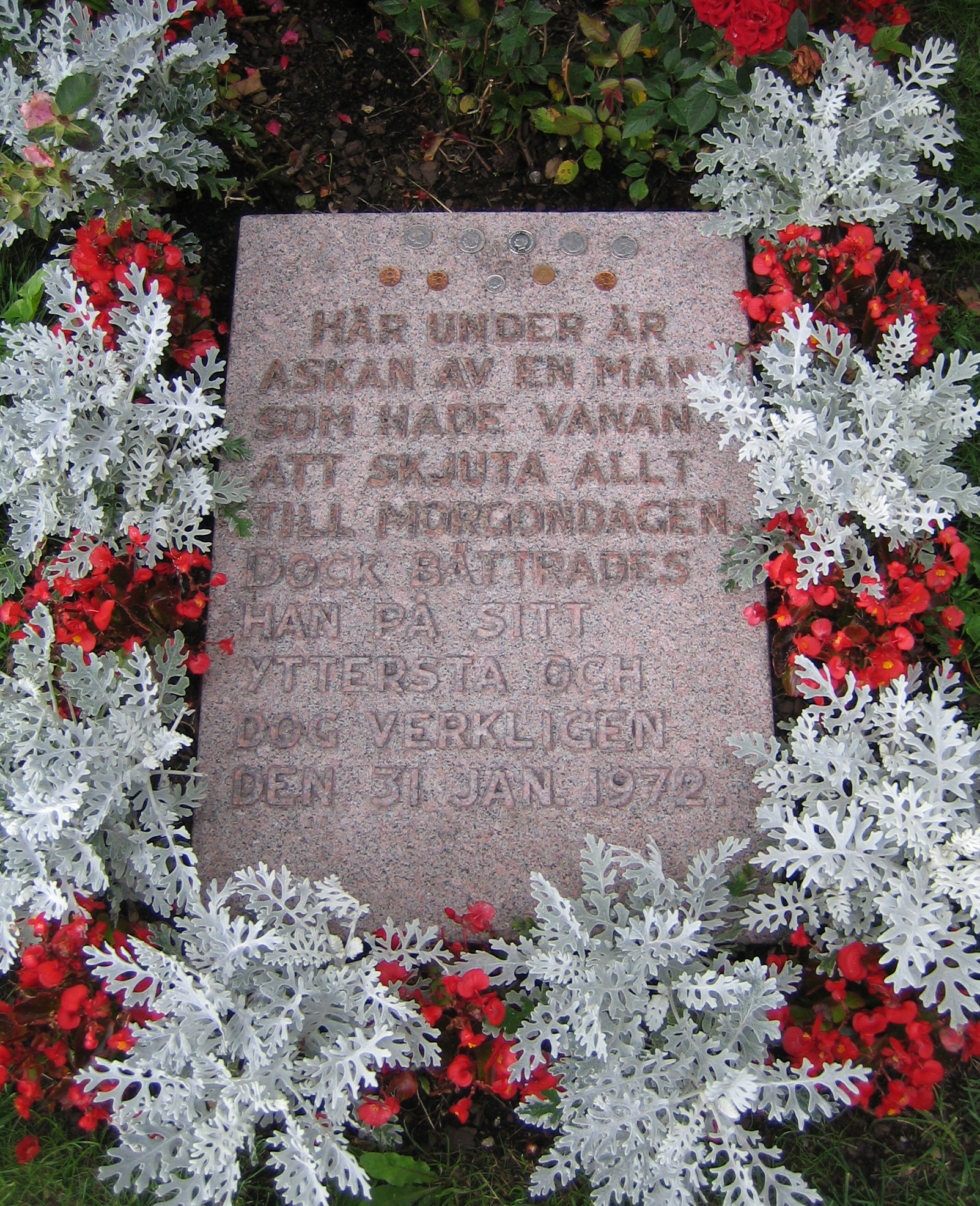
Fritiof Nilsson Piratens gravsten

## Kyrkogården
Kulturgeografen och författaren Elof Stoltz gravsattes på kyrkogården 1957.
På kyrkogården ligger Fritiof Nilsson Piraten begravd under en sten vars inskription lyder "Här under är askan av en man som hade vanan att skjuta allt till morgondagen. Dock bättrades han på sitt yttersta och dog verkligen den 31 januari 1972."
Sedan våren 2004 ligger även Olle Adolphson begravd på Ravlunda kyrkogård.

## Inventarier
Altaruppsatsen dateras till 1592 och predikstolen till 1618. Predikstolen bär Kristian IV:s symbol.
1955 fick kyrkan som gåva från Vitemölle fiskeläge en skeppsmodell som hänger intill bilden av sjöfararnas skyddspatron - Sankt Kristoffer - som målades 700 år tidigare.

### Orgel
- 1885 byggde Knud Olsen, Köpenhamn en orgel med 6 stämmor.
- 1922 byggde A. Mårtenssons Orgelfabrik AB, Lund en orgel med 13 stämmor.
- Den nuvarande orgeln byggdes 1974 av Anders Persson Orgelbyggeri, Viken och är en mekanisk orgel.

| Manual        | Pedal      | Koppel  |
| Gedakt 8'     | Subbas 16´ | Man/Ped |
| Spetsgamba 8' |            |         |
| Principal 4'  |            |         |
| Rörflöjt 4'   |            |         |
| Waldflöjt 2'  |            |         |
| Scharf III    |            |         |